# Erwin Neuenschwander
Erwin Alfred Neuenschwander (* 25. Juni 1942 in Zürich) ist ein Schweizer Mathematikhistoriker.

## Leben
Neuenschwander studierte in Zürich  Mathematik, Physik und Kristallographie. Nebenbei befasste er sich mit Biologie, Chemie, Geographie sowie Geschichte und Philosophie. 1969 erhielt er sein Diplom in Mathematik, 1972 wurde er bei Bartel Leendert van der Waerden an der Universität Zürich promoviert (Die ersten vier Bücher der Elemente Euklids: Untersuchungen über den mathematischen Aufbau, die Zitierweise und die Entstehungsgeschichte.) und 1974 habilitiert. Anfang der 1980er Jahre war er an der Harvard University und in den 1980er Jahren bei Detlef Laugwitz an der TH Darmstadt. Seit 1995 ist er Titularprofessor und Lehrbeauftragter an der Universität Zürich.
Neuenschwander beschäftigte sich dabei vor allem mit Euklid und der Geschichte der Funktionentheorie (Bernhard Riemann, Felice Casorati, Karl Weierstraß). Er fand, dass Riemann schon in seinen Vorlesungen Elemente der konkurrierenden Potenzreihen-Schule der Funktionentheorie von Weierstraß und Cauchy integrierte und dies nicht erst in viel späterer Zeit erfolgte. Dazu untersuchte er systematisch die Vorlesungsmitschriften von Studenten; Riemann hatte auch einige davon herausgegeben. Mit Laugwitz fand Neuenschwander, dass Riemann 1856 die Formel von Cauchy-Hadamard in seinen Vorlesungen verwandt hatte, diese also nicht seit der Erstveröffentlichung durch Cauchy 1821 zwischenzeitlich bis zu Jacques Hadamard völlig in Vergessenheit geraten war.

### Neuenschwander-Preis
2011 wurde der Neuenschwander-Preis "für herausragende lebenslange Leistungen und bedeutende Beiträge zur Disziplin der Wissenschaftsgeschichte" zum ersten Mal ausgelobt. Dies initiierte die European Society for the History of Science (ESHS) auf Anregung Erwin Neuenschwanders zu Ehren seines Vaters Gustav und vergibt ihn seitdem alle zwei Jahre. Er war zunächst mit 10.000,00 € dotiert; seit 2022 wurde dieser Betrag auf 20.000,00 € erhöht.
Ihn erhielten bislang:
- 2012: Claude Debru
- 2014: Jürgen Renn
- 2016: Nancy Siraisi
- 2018: Robert Fox
- 2020: Kostas Gavroglu
- 2022:  Simon Schaffer[3]

## Schriften
- Die ersten vier Bücher der Elemente Euklids. In: Archive for the History of Exact Sciences. Band 9, 1973, S. 325–380.
- Die stereometrischen Bücher der Elemente Euklids. In: Archive for the History of Exact Sciences. Band 14, 1975, S. 91–125.
- Studies in the history of complex function theory I: The Casorati-Weierstrass Theorem. In: Historia Mathematica. Bd. 5, 1978, S. 139–166.
- Riemann und das «Weierstraßsche» Prinzip der analytischen Fortsetzung durch Potenzreihen. In: Jahresbericht der Deutschen Mathematiker-Vereinigung. Bd. 82, 1980, S. 1–11.
- Studies in the history of complex function theory II: Interactions among the French school, Riemann, and Weierstraß. In: Bulletin of the American Mathematical Society. 1981, S. 87–105 (online).
- Über die Wechselwirkungen zwischen der französischen Schule, Riemann und Weierstraß. Eine Übersicht mit zwei Quellenstudien. In: Archive for History of Exact Sciences. Band 24, 1981, S. 221–255.
- Riemanns Vorlesungen zur Funktionentheorie. Allgemeiner Teil, Preprint 1086, Fachbereich Mathematik TH Darmstadt 1987.
- Riemanns Einführung in die Funktionentheorie. Vandenhoeck & Ruprecht, Göttingen 1996, ISBN 978-3-525-82121-3.
- Abschnitt Switzerland. In:  Joseph W. Dauben, Christoph J. Scriba: Writing the history of mathematics. Birkhäuser, Basel 2002, ISBN 978-3-7643-6167-9.